# Lémur à ventre roux
Eulemur rubriventer
Espèce
Statut CITES
Statut de conservation UICN

 VU A2cd : Vulnérable
 2000 
Le lémur à ventre roux (Eulemur rubriventer) est une espèce de lémurien endémique des forêts tropicales de Madagascar.
L'espèce identifiée en 1850 est considérée aujourd'hui comme vulnérable (VU A2c) par l'UICN du fait principalement de la destruction de son habitat naturel par l'homme.

## Galerie

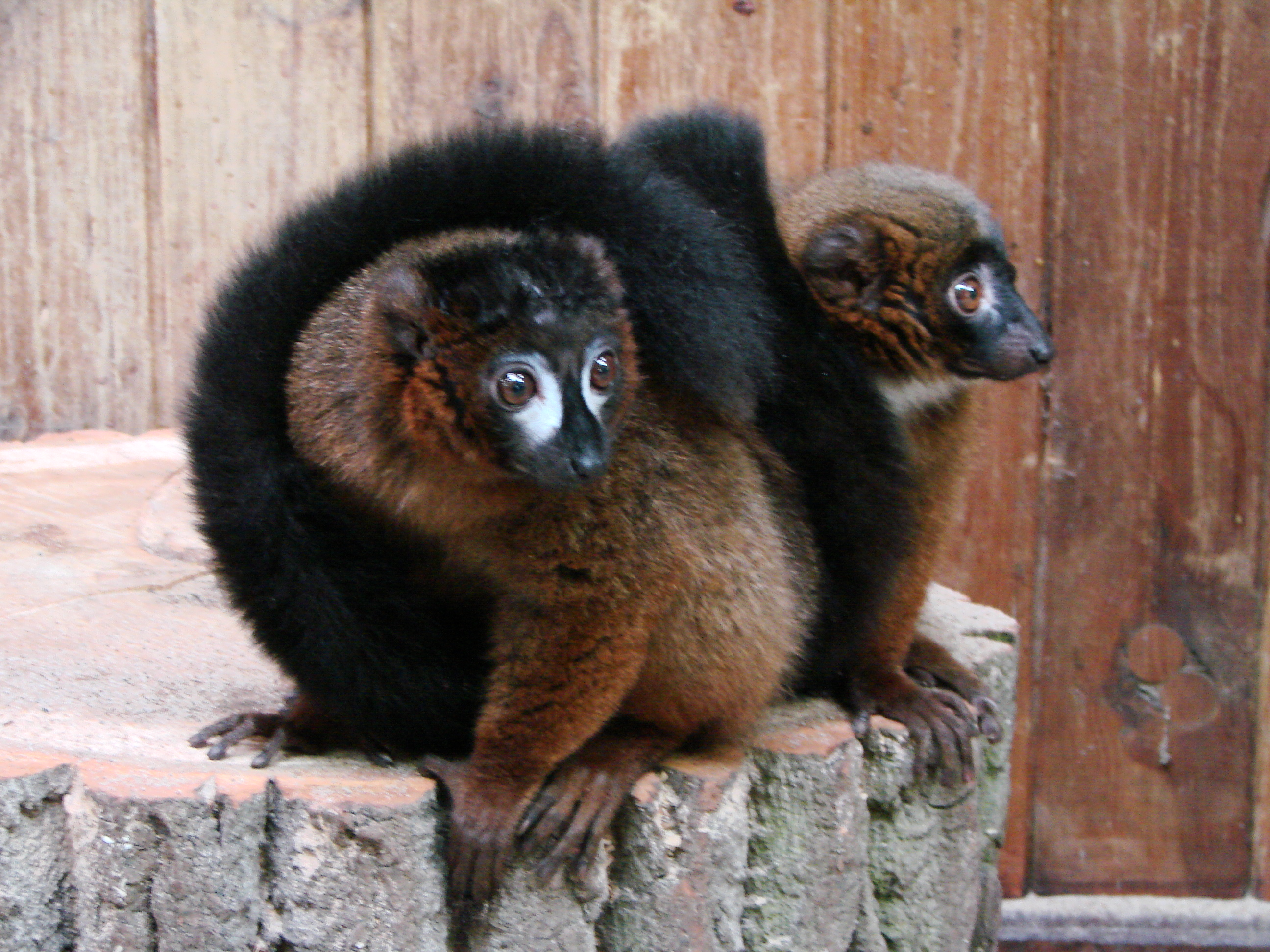